# Cheshire Cat
Cheshire Cat é o álbum de estreia da banda estadunidense Blink-182, lançado dia 17 de fevereiro de 1995.
O título do álbum é uma referência ao personagem gato de Cheshire do livro Alice no País das Maravilhas. Na contra-capa de Cheshire Cat as canções "Ben Wah Balls", "Just About Done" e "Depends" estão em cor roxa para indicar que são canções fictícias. As canções reais estão em amarelo.

## Faixas[7][8]
| Críticas profissionais                                                      | Críticas profissionais |
| Avaliações da crítica                                                       | Avaliações da crítica  |
| Fonte                                                                       | Avaliação              |
| --------------------------------------------------------------------------- | ---------------------- |
| AbsolutePunk.net                                                            | (73%)                  |
| allmusic                                                                    | [ 7 ]                  |
| Esta tabela precisa de ser acompanhada por texto em prosa. Consulte o guia. |                        |

1. "Carousel" * † - 3:14
2. "M+M's" ‡ - 2:39
3. "Fentoozler" * ‡ - 2:04
4. "Touchdown Boy" † - 3:10
5. "Strings" * ‡ - 2:25
6. "Peggy Sue" † - 2:38
7. "Sometimes" * ‡ - 1:08
8. "Does My Breath Smell?" † - 2:38
9. "Cacophony" ‡ - 3:05
10. "TV" * ‡ - 1:41
11. "Toast and Bananas" * † - 2:42
12. "Wasting Time" ‡- 2:49
13. "Ben Wah Balls" † - 3:55
14. "Just About Done" † - 2:16
15. "Depends" § - 2:48

- Todas as canções foram escritas por Tom DeLonge, Mark Hoppus e Scott Raynor.
- Letras adicionais de Jeff Forrest na canção "Wasting Time".

* = Aparece na demo tape Buddha
† = Vocal líder de Tom DeLonge
‡ = Vocal líder de Mark Hoppus
§ = Vocal líder de ambos

## Tabelas

### Paradas musicais
| Paradas (2000-02)                 | Melhor posição |
| --------------------------------- | -------------- |
| Nova Zelândia (Recorded Music NZ) | 27             |
| Reino Unido (UK Albums Chart)     | 187            |

### Certificações
| País        | Certificação |
| ----------- | ------------ |
| Reino Unido | Prata        |

## Créditos

### Banda
- Tom DeLonge - Vocal e guitarra
- Mark Hoppus - Vocal e baixo
- Scott Raynor - Bateria

### Músicos adicionais
- Matt Houts - Introdução na canção "Ben Wah Balls"
- Steve Kravac - Engenheiro

### Produção e arranjos
- O - Faixas: 2, 4, 6, 9, 12, 15 e 16
- Blink-182 - Faixas: 1, 3, 5, 7, 8, 10, 11, 13 e 14